# Тхоржевский, Сергей Сергеевич
Сергей Сергеевич Тхоржевский (1 марта 1927 года, Ленинград — 2 мая 2011 года, Базель, Швейцария) — русский советский писатель, член редколлегии литературного журнала «Звезда», в 1944—1950 годах — заключённый ГУЛАГа, сын репрессированного историка Сергея Ивановича Тхоржевского.
Сергей Тхоржевский родился в 1927 году в Ленинграде, в семье историка Сергея Ивановича Тхоржевского и его супруги, врача Нины Сергеевны Тхоржевской (Шумковой). Его дядя, Иван Иванович Тхоржевский, был камергером, доверенным сотрудником С. Ю. Витте и П. А. Столыпина, а впоследствии, в эмиграции, писал стихи и стал известным переводчиком. Среди предков семьи Тхоржевских был Александр Иванович Пальм, по делу петрашевцев приговорённый к расстрелу и ожидавший казни вместе с Достоевским. 
В 1930 году отец, Сергей Иванович Тхоржевский, был арестован по делу «Кружка молодых историков», несмотря на формальное освобождение в 1933 году, не мог вернуться в Ленинград до 1940 года и продолжал работать в системе лагерей ГУЛАГа в качестве вольнонаёмного. С началом войны и блокады семья оставалась в Ленинграде, Тхоржевский старший погиб от голода в 1942 году. Сергей Сергеевич был арестован НКВД в феврале 1944 года, будучи учеником выпускного класса средней школы, осуждён по статье 58 часть 10. Отбывал наказание в лагере в Воркуте, работал на угольных шахтах навальщиком в лаве, помощником лесогона, откатчиком. Освобождён в феврале 1950 года, но, как и отец, не сразу смог вернуться домой, до 1952 года продолжал работать в Воркуте, затем на три года перебрался в город Каменск Ростовской области, вернулся в Ленинград в 1955 году.
После освобождения стал литератором, автор 13 книг, изданных в СССР, являлся членом редколлегии журнала «Звезда». Многие его ранние произведения были навеяны тюремно-следственным и лагерным опытом: «Туман над Вадьюганом» (1953), «Второе крещение» (1956), «Косуха» (1959). В 1960—1980-х годах были изданы литературные биографии российских демократов и революционеров XIX века: его прадеда Пальма — «Жизнь и раздумья Александра Пальма» (1967-69), другого петрашевца Александра Баласогло — «Искатель истины» (1971-72), народника Петра Лаврова — «Испытание воли» (1985) и демократа Николая Шелгунова — «Закон совести» (1989). В эти же годы опубликованы биографии поэтов Якова Полонского — «Высокая лестница» (1975-76) и Виктора Теплякова — «Странник» (1981).
Скончался в Базеле в Швейцарии 2 мая 2011 года.